# Aethaloessa
Aethaloessa es un género de polillas de la familia Crambidae.

## Especies
- Aethaloessa calidalis (Guenée, 1854)
- Aethaloessa floridalis (Zeller, 1852)
- Aethaloessa rufula Whalley, 1961